# Grease Creek
Grease Creek är ett vattendrag i Kanada. Det ligger i provinsen Alberta, i den centrala delen av landet, 2 900 km väster om huvudstaden Ottawa.
I omgivningarna runt Grease Creek växer i huvudsak blandskog. Runt Grease Creek är det mycket glesbefolkat, med 6 invånare per kvadratkilometer.